# Гранд Анива

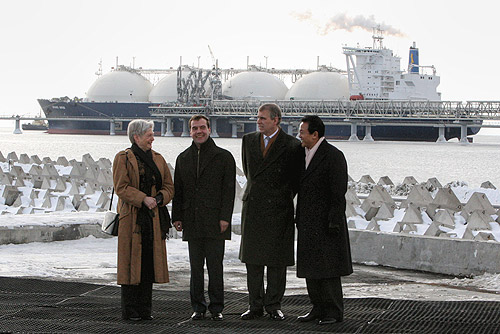
Гранд Анива и Дмитрий Медведев с гостями на церемонии открытия завода по производству СПГ

Танкер-газовоз «Гранд Анива» был построен на верфях «Мицубиси Хеви Индастриз» в Нагасаки для совместного японско-российского предприятия «Ниппон Юсен Кабусикигайся» и российской судоходной компании ОАО «Совкомфлот». Танкер «Гранд Анива» был разработан для эксплуатации в условиях низких температур с целью круглогодичной навигации с Сахалина. Он зафрахтован компанией «Сахалин Энерджи» на долгосрочной основе и используется для транспортировки СПГ потребителям Азиатско-Тихоокеанского региона. Своё название судно получило от названия залива Анива, где расположен завод по производству СПГ компании «Сахалин Энерджи». Этот танкер ледового класса имеет грузовместимость около 145 000 м³ сжиженного природного газа.

## Общие сведения
- Место постройки: Нагасаки, Япония
- Год постройки: 01/2008
- Номер ИМО: 9338955
- Флаг регистрации: Кипр
- Порт приписки: Лимассол
- Ледовый класс, специальная подготовка к зимней навигации
- Дедвейт (в тоннах): 71,200

- Водоизмещение:
  - по грузовую марку — 122,239
  - порожнем — 36,671

- Эксплуатационная скорость (в узлах): 19,5
- Экипаж (человек): 30  Из них :повар - 1 ; стюрдесса - 1; буфетчица - 1

- Вместимость:
  - валовая — 145,000
  - чистая — 36,671

- Класс судна: +100A1 2G
- Назначение судна: транспортировка СПГ

- Главный двигатель: паровая турбина мощностью 32 090 л.с.

## Основные размерения
- Длина (в метрах):
  - Наибольшая — 288
  - между перпендикулярами — 274
- Ширина:
  - Наибольшая — 49.00
- Высота борта (в метрах): 26,80
- Осадка (в метрах): 11.40

## Грузовая спецификация
- Грузовые танки:
  - количество (единиц) — 4
  - вместимость (98 %) — 145,577.778
- Тип корпуса: Двойной
- Кол-во сортов грузов, перевозимых одновременно: 1
- Тип танков: Сферические
- Допустимая температура (в градусах Цельсия): −163